# Ing-Marie Carlsson
Ing-Marie Gunilla Jessica Carlsson, född 25 februari 1957 i Jönköping,  är en svensk skådespelare.
Hon är känd för rollen som Mimmi Gustavsson i TV-serien Tre kronor. Carlsson är bosatt på Södermalm i Stockholm.

## Biografi
Carlsson gick på Teaterhögskolan i Göteborg och tog examen 1982. Därefter arbetade hon på Götateatern och Borås Stadsteater. År 1997 medverkade hon i farsen Alla var där på Folkan i Stockholm, med bland andra Kjell Bergqvist och Carina Lidbom, 2001 blev hon nominerad till en guldmask för sin roll i farsen Dagens dubbel på Halmstad teater med Tomas Pettersson, och hon medverkade i Göran Stangertz uppsättning av En handelsresandes död på Helsingborgs stadsteater, med bland andra Lars-Erik Berenett 2003. Hon medverkade sommaren 2007 i folklustspelet Den stora premiären på Fredriksdals friluftsteater i Helsingborg.
Hon har varit med i ett flertal kända filmproduktioner sedan debuten i Lasse Hallströms Tuppen (1981). Hon blev 2005 uppmärksammad för sin känsliga tolkning av den kärlekstörstande Birgit i Lisa Ohlins film Sex, hopp och kärlek samt för sin medverkan som Britta Holm i Wallander – Hemligheten. Hon medverkade 2006–2007 som Bodil Lettermark i Martin Beck-filmer.

## Filmografi (i urval)
- 1981 – Tuppen
- 1985 – Mitt liv som hund
- 1985 – Falsk som vatten
- 1988 – Mimmi (TV-serie)
- 1990 – Blankt vapen
- 1990 – Black Jack
- 1992 – Änglagård
- 1993 – Brandbilen som försvann
- 1993 – Mannen på balkongen
- 1993 – Polis polis potatismos
- 1993 – Kådisbellan
- 1994 – Pillertrillaren
- 1994 – Änglagård – andra sommaren
- 1994 – Sixten
- 1994–1999 – Tre Kronor (TV-serie)
- 1994 – Bert (TV-serie) (som Madelene)
- 1995 – Bert – den siste oskulden
- 1997 – Reine & Mimmi i fjällen
- 1998 – Glöm inte mamma! (TV-serie)
- 1999 – En liten julsaga
- 1999 – Julens hjältar (TV-serie) (julkalender)
- 2000 – Brottsvåg (TV-serie)
- 2001 – Livet är en schlager
- 2002 – Viktor och hans bröder
- 2003 – Kommer du med mig då
- 2005 – Sex, hopp & kärlek
- 2005 – Oh Shit!
- 2005 – Kommissionen (TV-serie)
- 2006 – Att göra en pudel
- 2006 – Wallander – Hemligheten
- 2006 – Bota mig! (TV-serie)
- 2006 – Stilla natt
- 2006 – Beck – Skarpt läge
- 2006 – Beck – Advokaten
- 2006 – Beck – Flickan i jordkällaren
- 2007 – Beck – Gamen
- 2007 – Beck – Det tysta skriket
- 2007 – Beck – I Guds namn
- 2007 – Beck – Den svaga länken
- 2007 – Beck – Den japanska shungamålningen
- 2008 – Livet i Fagervik (TV-serie)
- 2008 – Oskyldigt dömd (TV-serie)
- 2010 – Maria Wern - Stum sitter guden
- 2010 – Änglagård – tredje gången gillt
- 2012 – Högklackat (TV-serie)
- 2016 – Selmas saga (TV-serie) (Julkalender)
- 2017 – Syrror (TV-serie)
- 2018 – Vår tid är nu (TV-serie)
- 2020 – Morden i Sandhamn (TV-serie)
- 2021 – Bert (TV-serie)

### Roller (ej komplett)
| År   | Roll                  | Produktion                                                                         | Regi                          | Teater                   |
| ---- | --------------------- | ---------------------------------------------------------------------------------- | ----------------------------- | ------------------------ |
| 1996 | Martina               | Alla var där (Anyone for Breakfast?) Derek Benfield                                | Paal Wesenlund                | Folkan                   |
| 2001 | Babban                | Dagens dubbel Anders Albien                                                        | Anders Albien                 | Halmstads teater         |
| 2003 | Linda Loman           | En handelsresandes död (Death of a Salesman) Arthur Miller                         | Göran Stangertz               | Helsingborgs stadsteater |
| 2007 | Patricia Chesterfield | Den stora premiären Åke Cato och Mikael Neumann                                    | Adde Malmberg                 | Fredriksdalsteatern      |
| 2008 | Solveig Bergström     | Solsting och snésprång Wilhelm Behrman och Gustaf Skördeman                        | Ulf Dohlsten                  | Vallarnas friluftsteater |
| 2010 |                       | Ett makalöst bröllop – kärlek vid första överkastet (Perfect Wedding) Robin Hawdon | Christoffer Göransson         | Halmstads Teater         |
| 2011 |                       | Ett makalöst bröllop – kärlek vid första överkastet (Perfect Wedding) Robin Hawdon | Christoffer Bendixen          | Krusenstiernska teatern  |
| 2011 | Mona                  | Modren Ulrika Larsson och Sissela Nutley                                           | Ulrika Larsson Olle Ljungberg | Rival                    |
| 2012 | Marianne              | I sista minuten Carin Mannheimer                                                   | Sissela Kyle                  | Stockholms stadsteater   |
| 2013 | Ylva                  | Älskling, jag är visst gift (First things first) Derek Benfield                    | Christoffer Bendixen          | Krusenstiernska teatern  |
| 2014 |                       | Charmörer på vift (Der wahre Jacob) Franz Arnold och Ernst Bach                    | Bo Hermansson                 | Krusenstiernska teatern  |
| 2015 | Fräulein Schneider    | Cabaret John Kander, Fred Ebb och Joe Masteroff                                    | Ronny Danielsson              | Stockholms stadsteater   |
| 2018 | Sofie Dahlberg        | Pilsner & penseldrag (Grabbarna i 57:an) Gideon Wahlberg                           | Ulf Dohlsten                  | Vallarnas friluftsteater |
| 2021 |                       | Arvet Alejandro Leiva Wenger                                                       | Frida Röhl                    | Folkteatern Gävleborg    |
| 2022 | Katarina              | Demoner Lars Norén                                                                 | Hugo Hansén                   | Kulturhuset Spira        |

## Ljudboksuppläsningar (urval)
- 2008 - Och vet inte vart av Astrid Flemberg-Alcála